# Infecția cu Clostridium difficile
Infecția cu Clostridium difficile numită și enterocolită produsă de Clostridium difficile, boala diareică produsă de Clostridium difficile este o colită, cauzată de bacteria Clostridium difficile, care se manifestă clinic printr-o diaree sau colită pseudomembranoasă, precedată cel mai adesea de un tratament cu antibiotice. Boala diareică produsă de Clostridium difficile reprezintă una dintre cele mai frecvente infecții nosocomiale, fiind întâlnită în 20-30% dintre cazurile de diaree contractată în spital. Clostridium difficile este o bacterie strict anaerobă, Gram-pozitivă, sporogenă, producătoare de 2 toxine A și B, care poate coloniza intestinul gros al omului. Din punct de vedere clinic, colonizarea poate îmbrăca aspecte diferite, în funcție de starea de imunitate a gazdei, vârstă, care pot varia de la portaj asimptomatic până la diaree severă, colită pseudomembranoasă, megacolon toxic, perforarea colonului și, în unele cazuri, evoluție către deces.